# Cesara Buonamici
Cesara Buonamici (Fiesole, 2 gennaio 1957) è una giornalista e conduttrice televisiva italiana.
In attività dagli anni settanta, ha esordito curando diverse rubriche giornalistiche per le reti Fininvest, divenendo poi uno dei volti simbolo del TG5, per il quale lavora fin dal lancio avvenuto il 13 gennaio 1992.

## Biografia
Nasce da Rosa, nata nel 1929, e da Enrico, scomparso nel 1977.

### Gli esordi
Sorella del nobile fiorentino Cesare Buonamici, Cesara è nata nel 1957 a Fiesole nella proprietà di famiglia. Ha iniziato la carriera durante gli studi universitari (conseguirà la laurea in farmacia) presso Tele Libera Firenze, un'emittente del capoluogo toscano, alla fine degli anni settanta, conducendo il telegiornale, alcuni quiz e un antenato dei moderni talk show (Quattro chiacchiere con Cesara). Divenuta molto popolare presso i telespettatori toscani, ha scritto i suoi primi articoli per il quotidiano fiorentino La Città, che appartiene a Mauro Ballini, proprietario anche di Tele Libera Firenze.
Nel 1982 l'emittente toscana verrà assorbita da Rete 4, di proprietà del gruppo Arnoldo Mondadori Editore; la Buonamici ha iniziato a lavorare dunque  per l'editore milanese. Si è spostata in Fininvest con la cessione del canale al gruppo di Silvio Berlusconi. In quel periodo ha curato diversi programmi giornalistici: dapprima una rubrica all'interno di Buongiorno Italia, poi Dentro la notizia, Parlamento in e Canale 5 News. Cesara Buonamici è diventata giornalista professionista nel 1987.

### La carriera al TG5, i vari speciali e ilGrande Fratello
Dopo aver portato al debutto insieme a Emilio Fede il notiziario di Italia 1 Studio Aperto, è stata tra i fondatori, assieme ad Enrico Mentana, Lamberto Sposini, Cristina Parodi e Clemente Mimun, del TG5, che conduce ancora fin dalla sua nascita, avvenuta il 13 gennaio 1992. Conduce l'edizione delle 13:00 in coppia con Emilio Carelli fino al 2000. Il suo maggiore scoop è stato in occasione del referendum del 18 aprile 1999 (quesito sull'abolizione della quota proporzionale nelle elezioni della Camera dei deputati), quando a tarda notte ha interrotto il suo direttore Enrico Mentana in studio, annunciando per prima il mancato raggiungimento del quorum, che era stato dato per scontato. Successivamente è stata promossa a condurre l'edizione principale delle 20:00.
Il 13 giugno 2001 come conduttrice televisiva ha presentato su Canale 5 la puntata zero del reality show Diario - Esperimento d'amore. Nel giugno del 2004 ha ricevuto ad Alghero il premio per la sezione giornalismo durante la X edizione del Premio nazionale Alghero Donna di letteratura e giornalismo.
Nell'estate del 2018 è divenuta vicedirettrice del TG5.
Nel 2023 ha collaborato con Gardaland per lo spettacolo Nautilus; spettacolo in scena presso il Gardaland Theatre.
Il 12 e 13 giugno 2023, insieme a Nicola Porro e Paolo Del Debbio, ha condotto lo speciale del TG5 sulla morte di Silvio Berlusconi in simulcast sulle tre reti Mediaset la prima sera e su Canale 5 la seconda sera. Dall'11 settembre dello stesso anno al 25 marzo 2024 è stata opinionista della diciassettesima edizione del Grande Fratello condotta da Alfonso Signorini. Nel novembre 2023 è diventata direttrice ad "personam" del TG5. Dallo stesso anno è opinionista ricorrente del programma Pomeriggio Cinque. Dal 16 settembre 2024 è stata riconfermata come opinionista della diciottesima edizione del Grande Fratello, questa volta insieme a Beatrice Luzzi.

## Vita privata
Nel 2020, la giornalista ha riscontrato una, non grave, nevralgia al trigemino, che le ha determinato l'abbassamento della palpebra sinistra.
Nel 2022 si è sposata con un medico israeliano, dopo ventiquattro anni di fidanzamento. La coppia non ha figli.

## Controversie
Nel 2006 è stata sospesa per sei mesi dall'ordine dei giornalisti del Lazio, dopo la rivelazione delle intercettazioni telefoniche della procura di Potenza: il pubblico ministero Henry Woodcock aveva scoperto infatti che la giornalista raccomandava l'imprenditore Ugo Bonazza presso il ministro dell'ambiente Matteoli per lo sblocco di una pratica ai Monopoli, negoziando al telefono un compenso di 10 000 euro (la Buonamici ha negato poi al magistrato di averli mai percepiti effettivamente). La giornalista è tornata alla conduzione dell'edizione serale del TG5 il 14 maggio 2007.

## Programmi televisivi
- Parlamento in (Canale 5, 1988-1997)
- Studio Aperto (Italia 1, 1991-1992)
- TG5 (Canale 5, dal 1992)
- Speciale TG5 (Canale 5, dal 1992)
- Diario - Esperimento d'amore (Canale 5, 2001)
- Verissimo - Speciale Carlo e Diana vent'anni dopo (Canale 5, 2001)
- Let's Dance (Canale 5, 2010) - concorrente
- Royal Wedding (Canale 5, 2011)
- Segreti e delitti (Canale 5, 2019)
- Speciale TG5 - Addio a Silvio Berlusconi (Canale 5, Italia 1, Rete 4, 2023)
- Grande Fratello (Canale 5, dal 2023) - opinionista
- Pomeriggio Cinque (Canale 5,  2023-2025) - opinionista ricorrente

## Filmografia
- Distretto di Polizia – serie TV, episodio 1x18 (2000)
- R.I.S. Roma - Delitti imperfetti – serie TV, episodio 1x18 (2010)
- Box Office 3D - Il film dei film, regia di Ezio Greggio (2011)
- Matrimonio a Parigi, regia di Claudio Risi (2011)
- Doppio gioco – miniserie TV, regia di Andrea Molaioli, episodio 7 (2025)

## Riconoscimenti
- Premio Alferano
  - 2022 – Premio alla carriera[17]
- Premio Flaiano per la televisione e la radio (sez. giornalismo)
  - 2023 – Premio speciale alla carriera[18]
- Premio San Michele d'oro
  - 2022 – Premio per i trent'anni di conduzione del TG5[19]